# Kostel svatého Ducha (Dúbravka)
Kostel Ducha svatého je kostel v Bratislavě, v městské části Dúbravka.
Základní kámen kostela posvětil papež Jan Pavel II. při své návštěvě Slovenska v Šaštíně. Kostel Ducha Svatého byl požehnán 26. října 2002. Jde o atypický objekt s kruhovým půdorysem s netradičně řešenou střechou s výškou 30 metrů. Obsahuje chrámovou a pastorační část.
Kostel je dílem architektů Ing. arch. Ludvíka Režucha a Ing. arch. Mariána Luptáka. Namísto oltářního obrazu visí na zdi kovová podoba Ducha svatého - holubice. Jde o dílo mistra Jurovatého. Celkově se do chrámového prostoru vejde kolem 600 návštěvníků.